# Festuca coelestis
Festuca coelestis är en gräsart som först beskrevs av St.-yves, och fick sitt nu gällande namn av Lev Melkhisedekovich Kreczetowicz och Jevgenij Grigorjevitj Bobrov. Festuca coelestis ingår i släktet svinglar, och familjen gräs. Inga underarter finns listade i Catalogue of Life.